# Manuel Vilar
Pour les articles homonymes, voir Vilar.
Manuel Vilar i Roche (né à Barcelone le 15 novembre 1812 et mort le 25 novembre 1860 à Mexico) est un sculpteur romantique espagnol,.

## Biographie
Manuel Vilar naît le 15 novembre 1812 à Barcelone.
Il étudie à l'École de la Llotja, où il est le discíple de Damià Campeny. En 1833 il voyage à Rome, où il étudie sous l'égide d'Antoni Solà et de Pietro Tenerani, dans l'atelier desquels il travaille ; il bénéficie également des conseils ponctuels de Bertel Thorvaldsen. Encadré par l'école artistique des Nazaréens, en 1846 il s'établit au Mexique avec le peintre Pelegrí Clavé, où il est nommé directeur des classes de sculpture de l'Académie de San Carlos.
Il s'est particulièrement illustré dans le genre du portrait. Dans le cadre de ses fonctions professorales, il insiste dans l'étude rigoureuse de l'anatomíe, le dessin des modèles anciens, la pratique réalisée sur des blocs de marbre, le travail par des moulages en plâtre et le modelage de l'argile. Outre les thèmes classiques, il traite de sujets religieux et historiques, en soulignant, lors son étape mexicaine, les thèmes préhispaniques. Bien que de style éminemment romantique, on perçoit dans sa façon des touches réalistes, ce que confère un certain éclectisme à son œuvre.
Mort des suites d'une pneumonie à Mexico le 25 novembre 1860, il est inhumé dans l'église de Jesús Nazareno, où ses élèves érigent un monument en son souvenir qui inclut une représentation de la Vierge de la Miséricorde de la main de Petronilo Monroy, une croix décorative d'Epitacio Calvo, ainsi qu'un buste en marbre représentant le défunt dû au ciseau de Felipe Sojo qui lui succède à la tête de l'école de sculpture.

## Œuvres

### Réalisées à Barcelone
- Jasón dérobant la Toison d'Or (1836, Académie royale catalane des beaux-arts de Saint-Georges).
- Latona y los labradores (1838, Académie royale catalane des beaux-arts de Saint-Georges).
- Deyanira y el centauro Neso.
- El juicio de Daniel en Babilonia.
- Discóbolo, Un niño jugando con un cisne.
- Una niña rodeada de perros[4].

### Réalisées au Mexique
- Moctezuma (1850).
- La Malinche (1850).
- Iturbide (1850).
- Tlahuicole (1852).
- Christophe Colomb (1852).
- Bustes : 
  - Francisco Sánchez de Tagle (1852).
  - Manuel Diez de Bonilla (1852).
  - Manuel Tolsá (1852).
  - Fray Cristóbal de Nájera (1853).
  - Lucas Alamán (1853).
  - Antonio López de Santa Anna (1853).
  - Mercedes Espada (1856).

## Galerie

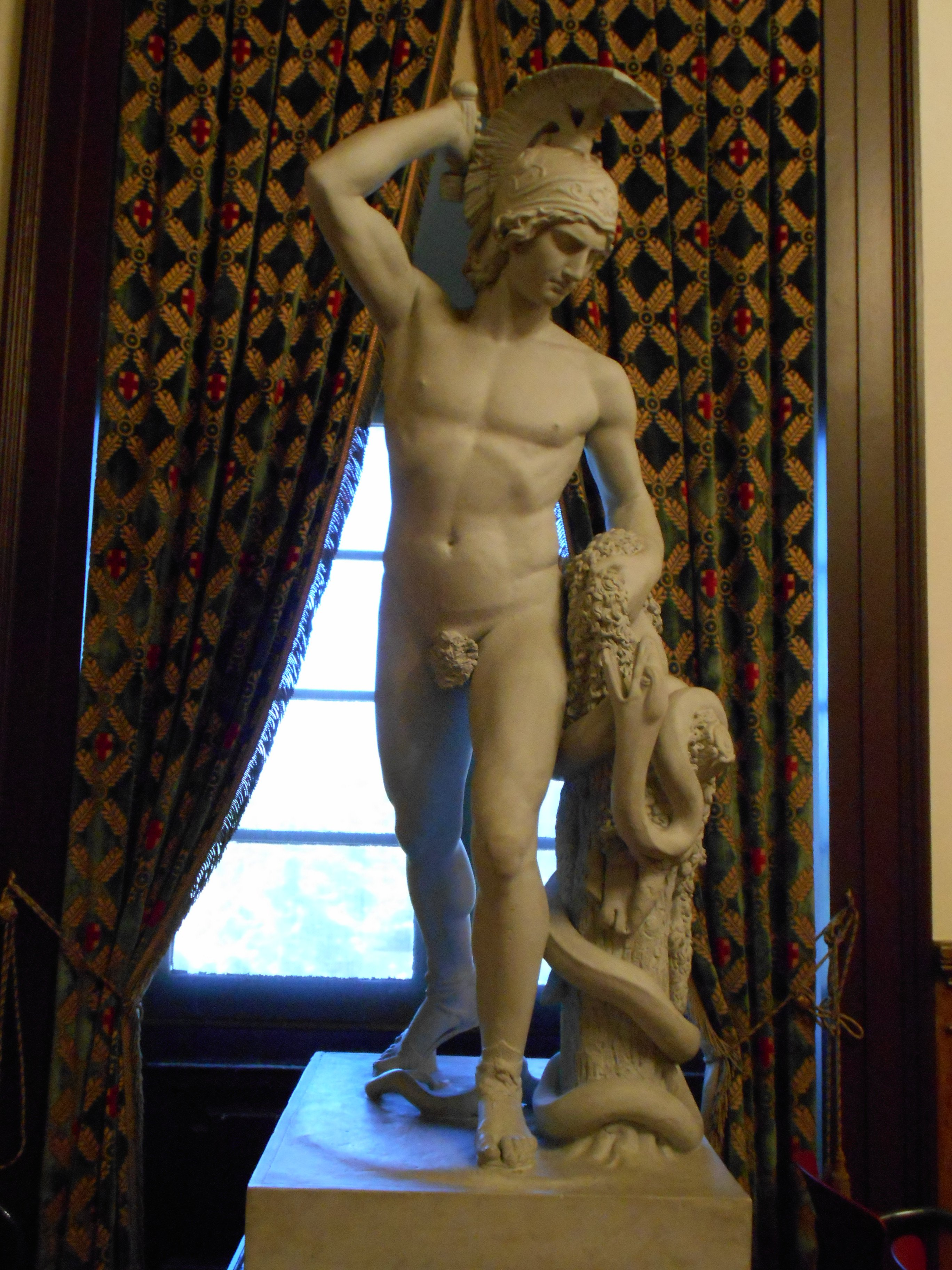
Jason volant la Toison d'or (1836).
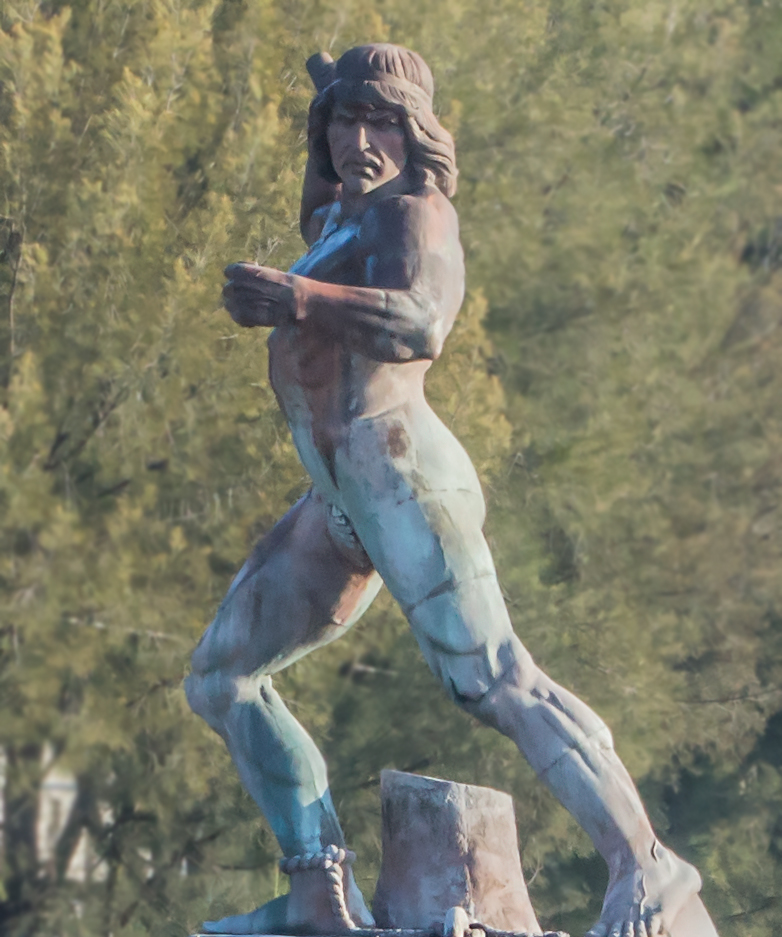
Tlahuicole (1852), Tlaxcala.
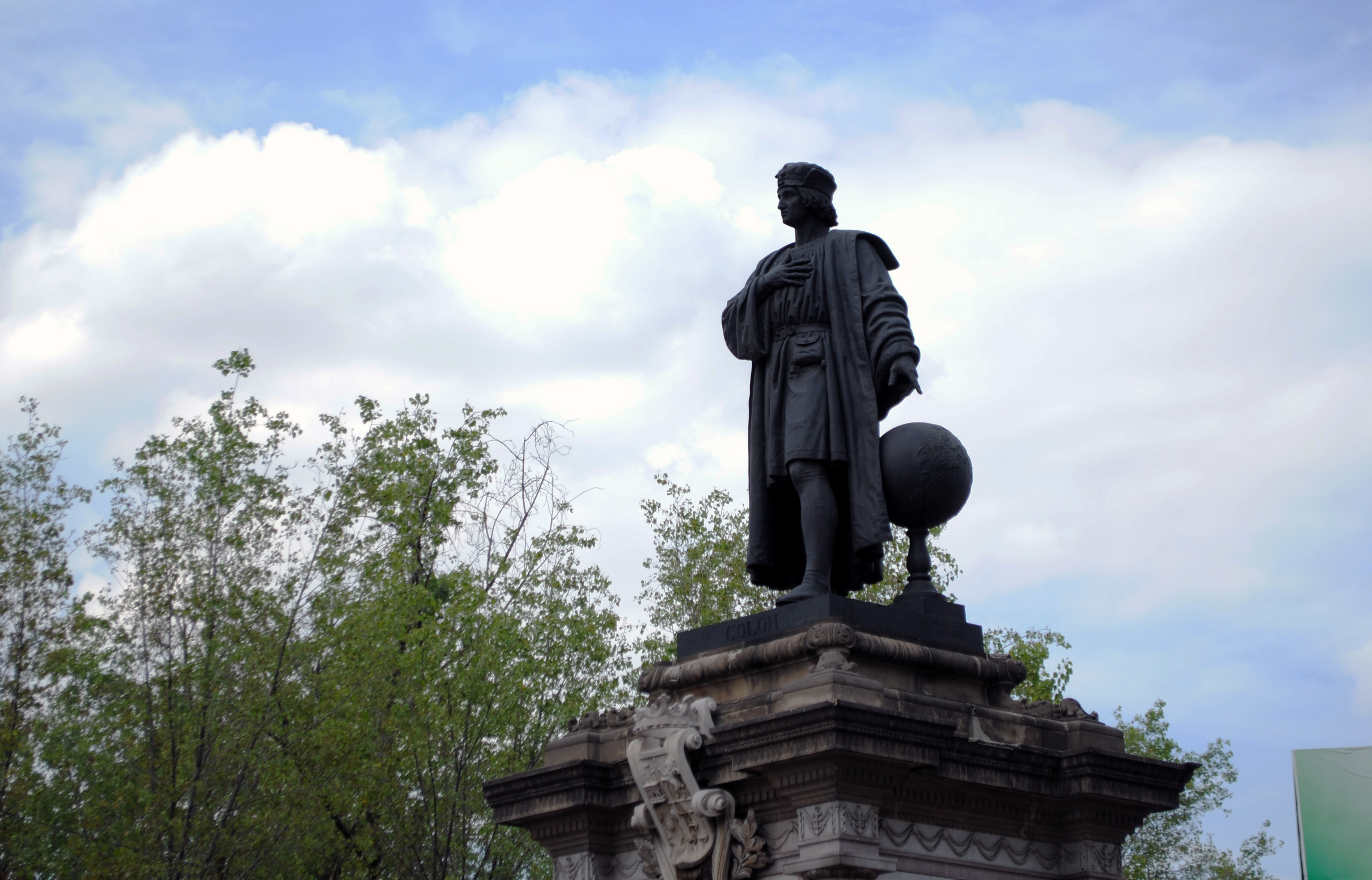
Monument à Colomb, place de Buenavista, Mexico.
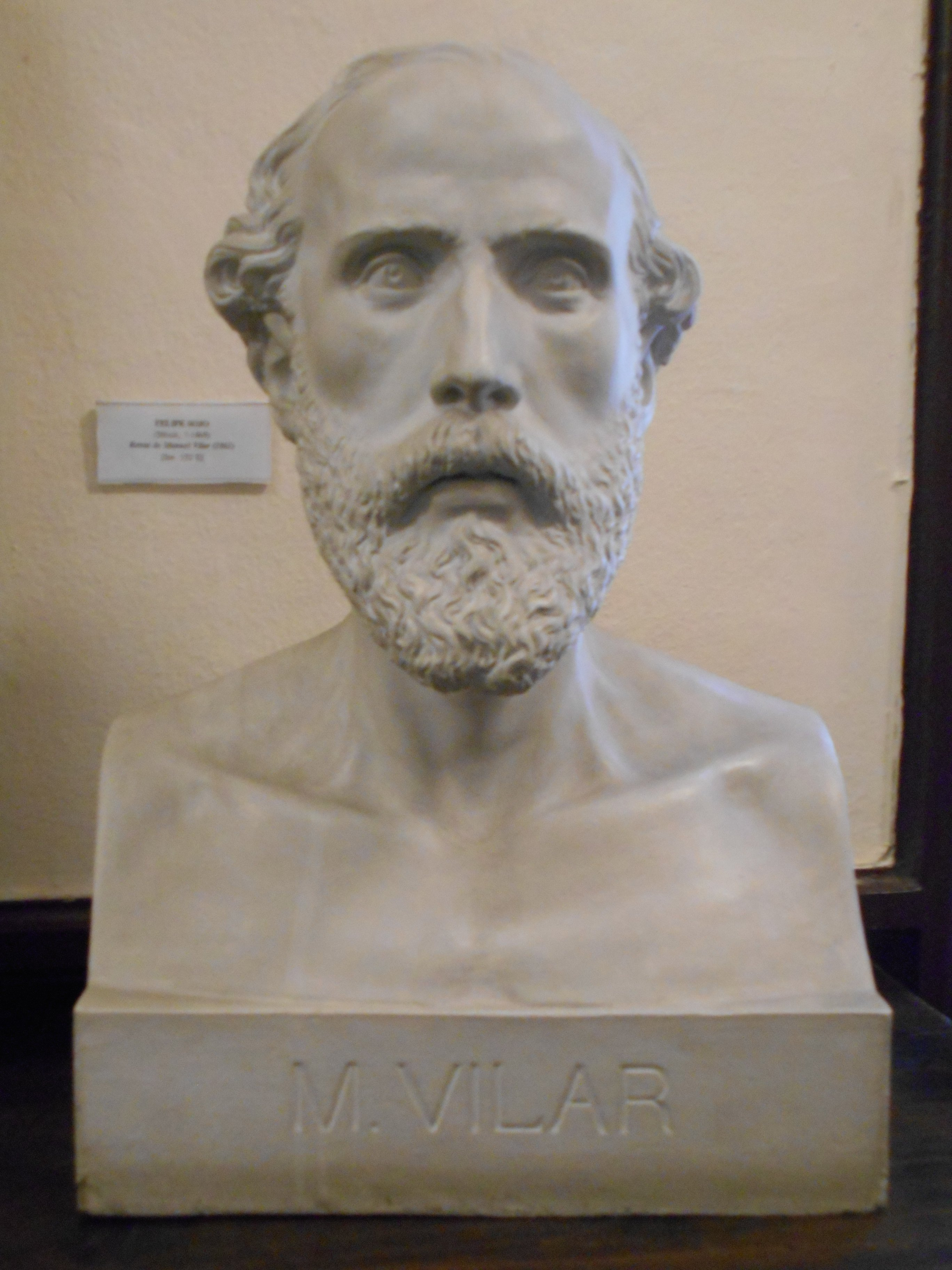
Portrait de Manuel Vilar, de Felipe Sojo (1861).